# Luchthaven Sjeremetjevo
Sjeremetjevo (Russisch: Аэропорт Шереметьево) is na Luchthaven Domodedovo de grootste luchthaven van Moskou en Rusland. De luchthaven bestaat uit vijf terminals en is de thuisbasis van Aeroflot, de grootste Russische luchtvaartmaatschappij. Terminals B (het oude Sjeremetjevo 1) en C zijn de terminals voor GOS-vluchten en binnenlandse vluchten. Terminals D, E, en F (het oude Sjeremetjevo 2) zijn de terminal van Aeroflot en voor internationale vluchten. De verbinding tussen de beide terminals gebeurt via een busverbinding om het vliegveld heen, waardoor de reistijd al snel kan toenemen met 40 minuten. Er is tegenwoordig een ondergrondse tram/kabelbaan.
De luchthaven is genoemd naar het naburige dorpje Sjeremetjevo, dat weer verbonden is met de adellijke Sjeremetevdynastie.
In 2007 maakten 14.040.000 passagiers gebruik van de luchthaven.

## Geschiedenis
De luchthaven werd geopend in 1959 en de eerste internationale vlucht vanaf deze luchthaven vond plaats op 1 juni 1960. Achtereenvolgens werden de terminals Sjeremetjevo 1 en Sjeremetjevo 2 gebouwd. De luchthaven kampt met veel problemen (zie hieronder) en kreeg mede daardoor vanaf 2000 te maken met scherpe concurrentie van andere kleinere luchthavens in Moskou, zoals de comfortabelere Luchthaven Domodedovo. De problemen op de luchthaven leidden ook tot het vertrekken van grote maatschappijen, zoals British Airways, Qatar Airways en Swiss International Air Lines. Hierdoor werd de luchthaven zich er in toenemende mate van bewust dat er maatregelen moesten worden genomen om de problemen terug te dringen.
De belangrijkste deelnemer en bekostiger hiervan, luchtvaartmaatschappij Aeroflot, die zorgt voor meer dan 50% van de vliegbewegingen op de luchthaven, wilde een eigen terminal; Sjeremetjevo 3. Deze eigen terminal had de luchtvaartmaatschappij tevens nodig voor de aansluiting bij de SkyTeam alliantie. Hiervoor had de maatschappij zich ingeschreven voor een aanbod om de luchthaven te leiden voor een periode van drie jaar. Dit bod verloor de luchthaven begin 2004 echter aan een financiële groep. Dit leidde tot een breuk in de relatie tussen de luchtvaartmaatschappij en het management van de luchthaven. Aeroflot dreigde zelfs om een gedeelte van zijn activiteiten te verplaatsen naar Domodedovo, maar door overheidsingrijpen werd dit voorkomen.
Aeroflot heeft sindsdien ook inspraak in de besluitvorming op de luchthaven. Al deze zaken leidden tot uitstel van de aanleg van de nieuwe terminal en op 16 september werd opnieuw door de luchtvaartmaatschappij beloofd om te beginnen met het bouwen van deze terminal. In maart 2005 kreeg de luchtvaartmaatschappij steun van twee in Moskou gevestigde banken (waaronder Vneshtorgbank (VTB)) voor investeringen hierin. De herstructurering van de luchthaven en de bouw van Sjeremetjevo 3 (Terminals D en E) moest volgens de planning eind 2007 zijn afgerond, maar door vertraging werd de D terminal pas eind 2009 geopend. In november werden de binnenlandse vluchten via de nieuwe terminal geleid en in februari 2010 volgende de internationale vluchten. De nieuwe terminal kan 3.800 passagiers per uur, ofwel 12 miljoen passagiers per jaar, verwerken en heeft ruimte voor 33 vliegtuigen aan slurven.

## Ligging
De luchthaven ligt op 29 kilometer ten noordwesten van Moskou aan de Europese weg 135 (M10), die Moskou verbindt met Sint-Petersburg.

## Terminals

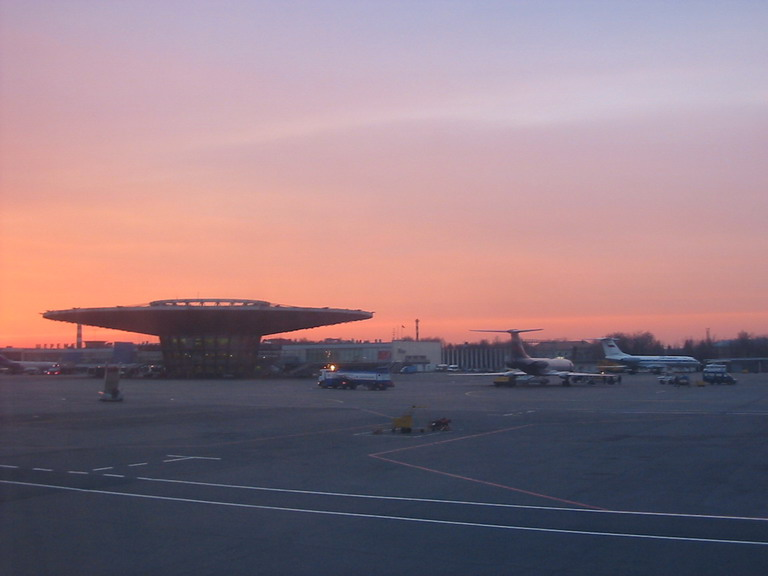
Terminal van Sjeremetjevo-1, 2005

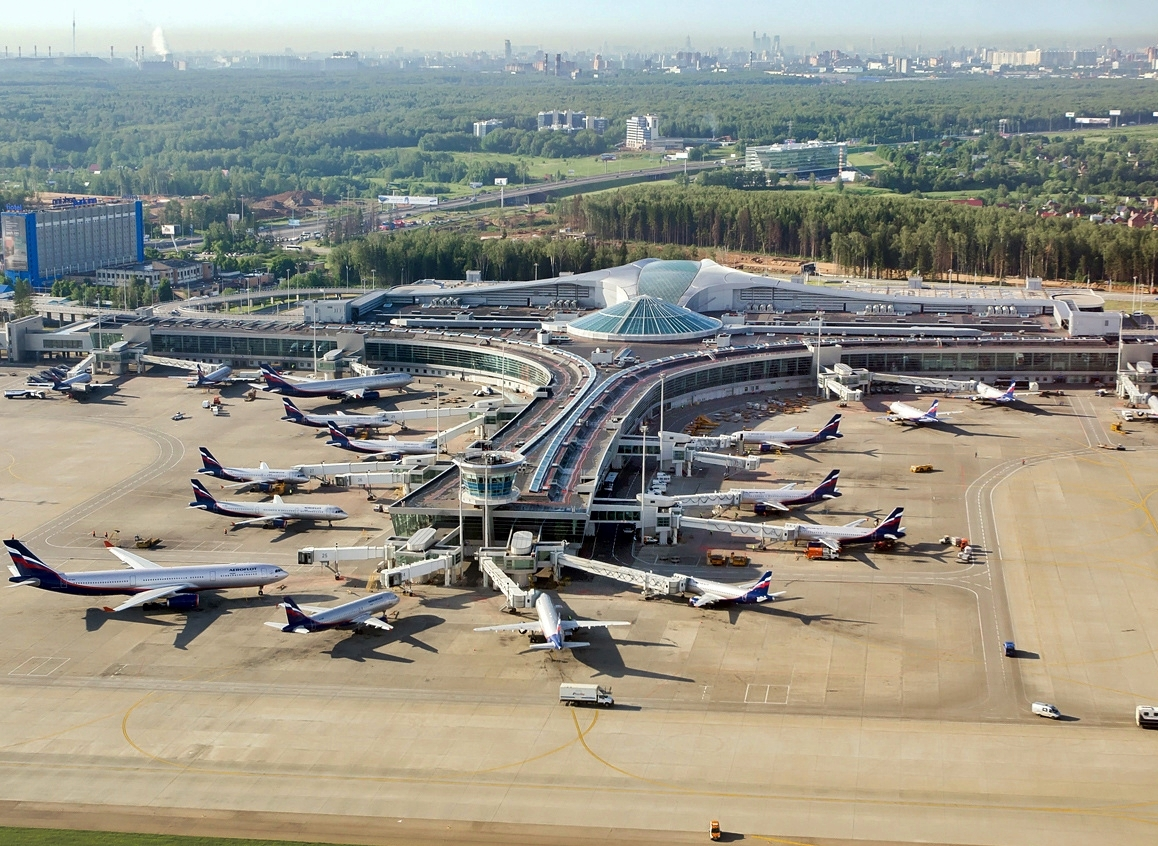
Terminal D, 2024

De luchthaven bestaat uit 5 terminals (B-F), waarvan Terminals B, C, en Terminals D-F aan verschillende kant van de landingsbanen liggen. Tussen de twee groepen terminals is een busverbinding (15 minuten).

### Terminal B,C
Terminal B (het oude Sjeremetjevo 1) wordt gebruikt voor binnenlandse vluchten, vluchten tussen GOSlanden en de Baltische staten en voor chartervluchten. Deze werd geopend op 3 september 1964 en was jarenlang ook de internationale luchthaven. In de jaren 70 van de 20e eeuw werd een extra landingsbaan aangelegd. Naast Terminal B is
de nieuwe Terminal C aangelegd.

### Terminal D,E,F
Terminal D is de nieuwe terminal van Aeroflot en SkyTeam partners. De bouw van deze terminal was al jaren gepland, maar liep steeds weer vertraging op. De bouw is gestart in het begin van 2005. Het gebouw werd geopend in november 2009 en Aeroflot nam de terminal "D" in dienst in februari 2010.
Terminal E is nieuw aangelegd tussen Terminal E en F (in 2010).
Terminal F (het oude Sjeremetjevo 2) wordt gebruikt voor internationale vluchten. Deze werd speciaal gebouwd voor de Olympische Zomerspelen 1980 naar voorbeeld van luchthaven Hannover-Langenhagen en geopend op 3 maart 1980.

## Vliegverkeer, transportverbindingen en problemen

### Vliegverkeer
De luchthaven is sinds 2005 de tweede luchthaven van Rusland, na Luchthaven Domodedovo. Per uur worden 2100 mensen vervoerd en per jaar meer dan 12 miljoen (2004).
Beide landingsbanen zijn 3700 meter lang en liggen parallel tussen de twee terminalgebouwen. Vanwege de korte afstand tussen de banen, circa 300 meter, mogen ze niet tegelijk gebruikt worden voor stijgen en landen. Zouden de banen verder van elkaar hebben gelegen, dan had dit de capaciteit van de luchthaven vergroot.

### Berichtgeving in de pers
Door The Russia Journal werd de luchthaven uitgeroepen tot de slechtste luchthaven van Europa. De luchthaven wordt geplaagd door lange wachtrijen, vertragingen bij de grenscontrole, slechte verlichting, parkeerproblemen, onvoldoende en slechte zitplaatsen en service en volstrekt ontoereikende transportverbindingen met de stad. Ook het overstappen op verbindingsvluchten naar andere Russische steden of GOS-landen is erg slecht geregeld. Verbindingen met andere binnenlandse en internationale luchthavens kan zonder Russisch visum alleen via een shuttlebus van luchtvaartmaatschappij Aeroflot. Dit geldt ook als passagiers wel een Visum hebben voor een van de GOS-landen.

### Voor- en natransport
De verbindingen met de stad worden verzorgd door lijnbussen, taxi's, minibussen en de Aeroexpress trein naar de stad. (Marsjroetka's; vaste-prijs taxi's). De tijd die het kost om de stad, dan wel de luchthaven te bereiken over de weg varieert tussen de twintig minuten en twee uur. Dit hangt af van de snelheid van het vervoermiddel (minibussen en taxi's rijden sneller dan lijnbussen), en van het tijdstip op de dag. In de spits staat het verkeer op de belangrijkste verbindingsweg, de Leningradskoe Shosse, vaak vast, wat niet zelden leidt tot het missen van een vlucht. Met de trein (Aeroexpress) sta je met 35 minuten in de stad.
- De langzame bussen en snellere marsjroetka's verbinden de luchthaven met het enorme metronetwerk van Moskou. De marsjroetka's rijden op vaste lijnen en vertrekken als deze vol zijn. Deze bieden de beste prijs-kwaliteitverhouding en rijden op de metrostations Retsjnoj Voksal (metrolijn 2) en Planernaja (metrolijn 7).
- Bij het gebruik van "gewone" (duurdere) taxi's moet van tevoren een prijs worden afgesproken om te vermijden dat chauffeurs meer geld vragen dan strikt nodig. De prijs kan hoog oplopen als de taxi vast komt te staan in de dagelijkse files. De prijs wordt vaak lager naarmate de passagiers beter Russisch spreken.[bron?]

In combinatie met de plannen voor het bouwen van Sjeremetjevo 3 werden in 2003 toezeggingen gedaan voor de aanleg van een monorail naar treinstation Leningrad, waarvandaan de treinen vertrekken naar Sint-Petersburg. Doordat de luchthaven in oblast Moskou ligt, waarover de federale stad Moskou geen zeggenschap heeft, en door de problemen rond de aanleg van Sjeremetjevo, is dit plan uitgesteld. De problemen tussen oblast Moskou en de stad Moskou kenmerken zich door een relatief rijk stadsbestuur en een relatief arm oblastbestuur. De laatste kan niet investeren in de luchthaven en de eerste heeft al verscheidene pogingen gedaan om de luchthaven onder jurisdictie van de stad te krijgen. Dit is tot op heden niet gelukt en het stadsbestuur heeft in 2004 besloten om eerst de derde luchthaven van Moskou; Vnukovo international airport te versterken. Het toekomstige referendum over de administratieve samenvoeging van Moskou en oblast Moskou zou in de toekomst kunnen leiden tot een verandering in de plannen voor de luchthavens rond Moskou.